# Akassa (Tribu)
Pour les articles homonymes, voir Akassa.
La tribu Akassa (Akasa, Akaha) du peuple Ijaw vit le long de l'estuaire de la rivière Nun et de la côte atlantique du sud de l'État de Bayelsa, au Nigeria. Les colonies d'Akassa comprennent : Opu-Akassa, Sangana et Kamatoru.